# Aniello Coluzzi
Aniello Coluzzi (Pietrapertosa, 21 giugno 1806 – Napoli, 1865) è stato un chirurgo italiano.
Nato da Giuseppe e Teresa Zottarelli, apprende i primi studi nel suo paese natale da don Giacomo Zottarelli per poi proseguire la formazione a Napoli dove, discepolo di Leopoldo Chiari, si laureò in Medicina. Tornò per breve tempo a Pietrapertosa per esercitare la professione e rientrò a Napoli dove ottiene la cattedra di medicina operatoria e di chirurgia teoretica. Tra i suoi allievi vi furono Antonio Cardarelli, al quale verrà dedicato l'omonimo ospedale napoletano, e Ottavio Morisani, entrambi furono anche senatori del Regno d'Italia.
Fu primario presso l'ospedale dei Pellegrini e poi in quello degli Incurabili. Durante la sua carriera fu anche archiatra dei re delle Due Sicilie Ferdinando II e Francesco II di Borbone e venne eletto socio ordinario della Reale Accademia Medico-chirurgica di Napoli. Stimato anche all'estero, ebbe tra i suoi ammiratori il francese Amédée Bonnet, chirurgo dell'Hôtel-Dieu di Lione e membro dell'Académie nationale de médecine.